# حميدة قطب
حميدة قطب إبراهيم (1937- 2012) أدبية مصرية، الشقيقة الصغرى لسيد قطب مفكر الإخوان المسلمين وصاحب الظلال. ولدت في القاهرة في العام 1937. اعتقلت في العام 1965 في قضية تنظيم الإخوان الشهيرة، وحكم عليها بالأشغال الشاقة لعشر سنوات وعمرها حينئذ 29، عاماً حيث اتهمت بنقل معلومات وتعليمات من سيد قطب إلى زينب الغزالي، وكذلك المساهمة في لجنة لإعالة أسر المعتقلين في الفترة من 1954 و 1964. خرجت من المعتقل بعد 6 سنوات وأربعة أشهر قضتها بين السجن الحربي وسجن القناطر، تزوجت من الدكتور حمدي مسعود وانتقلت معه للإقامة بفرنسا.
توفيت بتاريخ 17-7-2012

## أشهر أعمالها
- رحلة في أحراش الليل، دار الشروق.
- درس في الصغر،
- الأطياف الأربعة، بالإشتراك مع إخوتها سيد وأمينة و محمد قطب، لجنة النشر للجامعيين، الطبعة الأولى 1945.